# Gerhard Naschberger

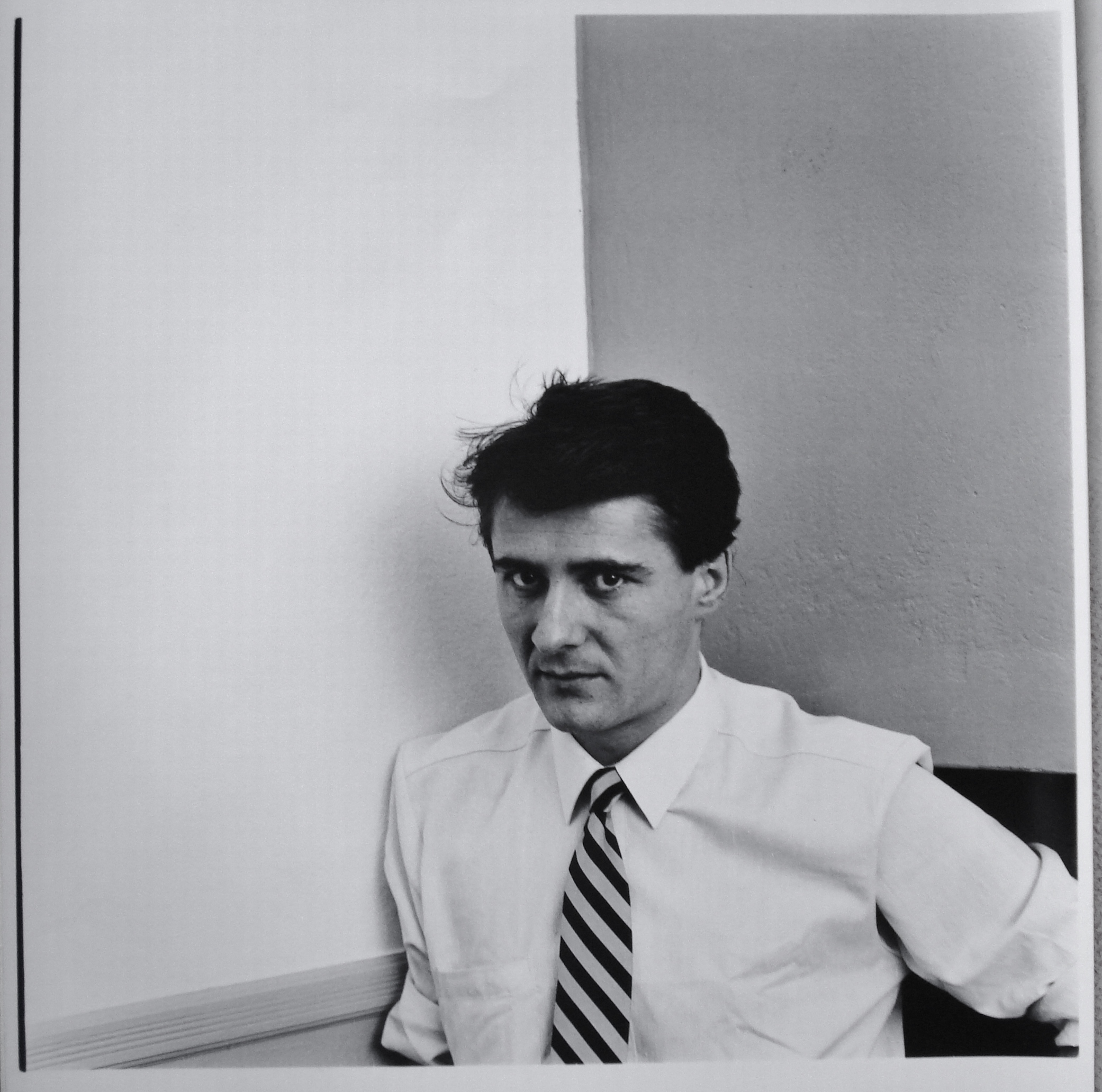
Porträt von Michael Hoymann, 1983

Gerhard Naschberger (* 13. April 1955 in Klagenfurt, Österreich; † 5. Oktober 2014 in Lima, Peru) war ein deutscher Maler der Neuen Wilden.

## Leben und Werk
Naschberger studierte von 1974 bis 1979 an der Städelschule in Frankfurt am Main bei Raimer Jochims und Thomas Bayrle. 1979 erhielt er ein Stipendium an der Cooper Union in New York bei Hans Haacke. In seinen Bildmotiven griff er kunstgeschichtliche Themen auf und arbeitete mit sich auflösenden Figuren. Dabei wurden zwei oder mehrere, sich durchdringend Motive übereinander geblendet. Die dabei entstehende komplexe Bildstruktur diente dem Künstler als malerische Verrätselung, in dem Sichtbares verborgen und durch Nicht-Präsentes Beziehungen zu den Bildebenen hergestellt wurde. Der Berner Museumsdirektor Jean-Christophe Ammann schrieb 1982: „Ich glaube, es geht ihm letztlich darum, ein banales Motiv in einen Zustand ekstatischer Erleuchtung zu versetzen. […] Was Naschberger anstrebt ist, dem Unscheinbaren die Glut des Unwiderruflichen zu verleihen.“
1980 gründete er zusammen mit Jiří Georg Dokoupil, Walter Dahn, Hans Peter Adamski und Peter Bömmels die Künstlergruppe Mülheimer Freiheit, die nach dem Gemeinschaftsatelier in der Kölner „Mülheimer Freiheit Nr. 110“ benannt war. Sein an prähistorische Wandmalereien erinnerndes Gemälde Kämpfende Hirsche wurde vom Museum Boymans van Beuningen, Rotterdam angekauft.
1983 realisierte er das Bühnenbild zu Dadazuerich in Köln, dann 1985 bei „Frankfurt Feste“ in der Alten Oper Frankfurt, u. a. gemeinsam mit Franz-Josef Heumannskämper. Mit Heumannskämper machte er noch 3 weitere Bühnenproduktionen u. a. Nietzsche Live in Concert 1987 für die Oper Köln. 1985 erschien das gemeinsam verfasste Buch Der Mensch, der UFA-Palast.
Mitte 1980er Jahre wirkte er als Darsteller in Filmen des Kölner Regisseurs Jürgen Heiter mit.
Anfang der 1990er Jahre zog sich Naschberger aus dem Kunstbetrieb zurück und siedelte zeitweise nach New York über. 2003/2004 waren Werke von ihm bei der Ausstellung Obsessive Malerei – Ein Rückblick auf die Neuen Wilden im Zentrum für Kunst und Medientechnologie in Karlsruhe vertreten.

## Werke in öffentlichen Sammlungen
- S.M.A.K., Gent: Ohne Titel, 1982, 240 × 200 cm, Öl auf Leinwand (erworben 1983)
- Museum Boijmans Van Beuningen, Rotterdam
- Museum Folkwang, Essen

## Veröffentlichungen
- Gerhard Naschberger, Franz-Josef Heumannskämper: Der Mensch, der UFA-Palast,

Köln 1985 ISBN 3-923167-05-9